# Festa nazionale dell'immigrante

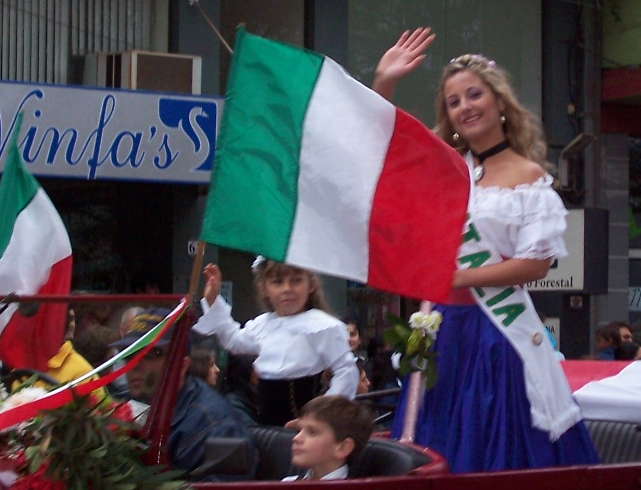
Comunità italiana durante la festa nazionale dell'immigrante

La festa nazionale dell'immigrante (sp. Fiesta Nacional del Inmigrante) è un evento che si celebra nella città di Oberá in Argentina nei primi 15 giorni di settembre.

## Comunità in Argentina
Tra la collettività spiccano le comunità francese, tedesca, norvegese, finlandese, svedese, svizzera, islandese, italiana, polacca, russa, ucraina, spagnola, giapponese, brasiliana, paraguayana, araba (libanese e siriana), peruviana e danese.